# Australian Juniors 2019
Das Australian Juniors 2019 als bedeutendstes internationales Nachwuchsturnier von Australien im Badminton fand vom 29. August bis zum 1. September 2019 im Altona Badminton Centre in Altona North in Melbourne statt.

## Sieger und Platzierte
| Disziplin    | Gold                       | Silber                   | Bronze                       |
| ------------ | -------------------------- | ------------------------ | ---------------------------- |
| Herreneinzel | Rio Agustino               | Liao Po-kai              | Lai Pin-da                   |
| Herreneinzel | Rio Agustino               | Liao Po-kai              | Otto Xing De Zhao            |
| Dameneinzel  | Lee Yu-hsuan               | Angela Yu                | Kaitlyn Ea                   |
| Dameneinzel  | Lee Yu-hsuan               | Angela Yu                | Liao Tzu-yi                  |
| Herrendoppel | Chen Zhi-ray Cheng Kai-wen | Chu Tzu-cheng Lai Pin-da | Julian Lee Hongyuan Wong     |
| Herrendoppel | Chen Zhi-ray Cheng Kai-wen | Chu Tzu-cheng Lai Pin-da | Ricky Tang Otto Xing De Zhao |
| Damendoppel  | Lee Yu-hsuan Liao Tzu-yi   | Victoria He Jianqiao Li  | Majan Almazan Kaitlyn Ea     |
| Damendoppel  | Lee Yu-hsuan Liao Tzu-yi   | Victoria He Jianqiao Li  | Angie Liu Angela Yu          |
| Mixed        | Ryan Venpin Kaitlyn Ea     | Ricky Tang Majan Almazan | Jack Yu Angela Yu            |
| Mixed        | Ryan Venpin Kaitlyn Ea     | Ricky Tang Majan Almazan | Otto Xing De Zhao Kelly Xu   |